# Donavon Stinson

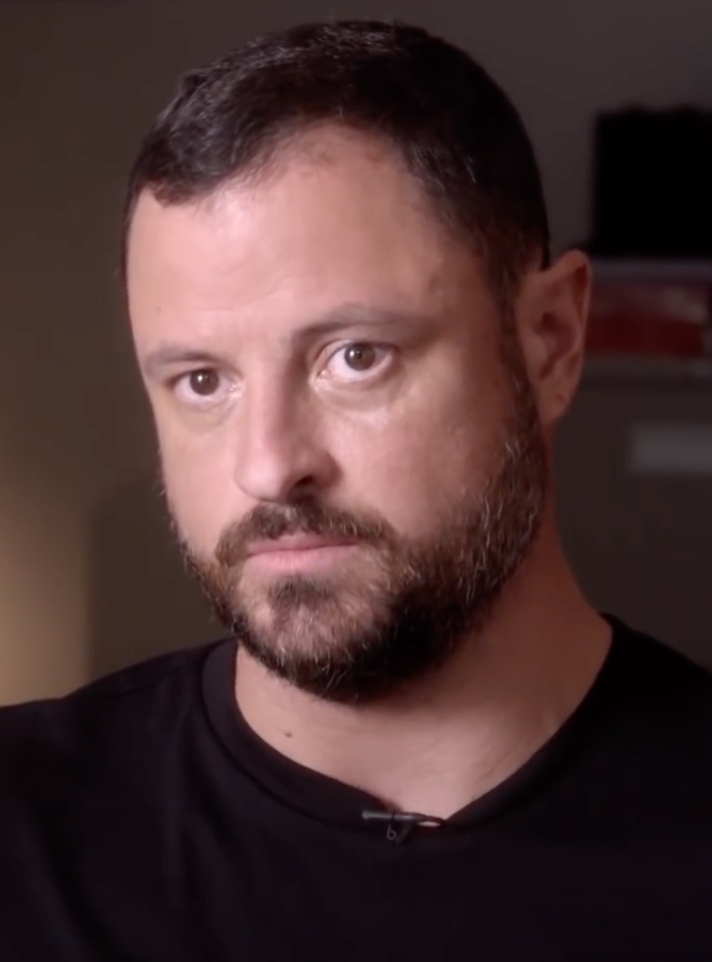
Donavon Stinson, 2017

Donavon Stinson (* 25. August 1976 in Rivers, Manitoba) ist ein kanadischer Schauspieler.

## Leben
Stinson zog 1997 nach Vancouver, wo er erste kleinere Erfolge als Schauspieler verbuchen konnte. 2002 hatte er sein Fernsehdebüt in einer Gastrolle in der Serie Dark Angel. Kurz darauf folgte sein Spielfilmdebüt in Gelegenheit macht Liebe, wenngleich in einer sehr kleinen Rolle. 2006 spielte er die Rolle des Ted Barlow Jr. in der Science-Fiction-Serie Three Moons Over Milford, von der jedoch nur acht Episoden produziert wurden. Zwischen 2007 und 2009 stellte er Ted Gallagher, den Filialleiter des Baumarktes The Work Bench in der Serie Reaper – Ein teuflischer Job dar. In den Jahren 2010 bis 2013 war er in der kanadischen Sitcom Call Me Fitz neben Jason Priestley als Josh McTaggart zu sehen.

## Filmografie (Auswahl)

### Fernsehen
- 2002: Dark Angel (1 Folge)
- 2006: Three Moons Over Milford (8 Folgen)
- 2007–2009: Reaper – Ein teuflischer Job (Reaper, 31 Folgen)
- 2010–2013: Call Me Fitz (48 Folgen)
- 2011: Eureka – Die geheime Stadt (Eureka, 1 Folge)
- 2013: Psych (1 Folge)
- 2015: Motive (1 Folge)
- 2015–2018: UnREAL (28 Folgen)
- 2016: Lucifer (1 Folge)
- 2017: Supernatural (2 Folgen)
- 2017, 2018: Ghost Wars (5 Folgen)
- 2019: Get Shorty (1 Folge)
- 2021: Janette Oke: Die Coal Valley Saga (When Calls the Heart, 1 Folge)
- 2023: Creepshow (1 Folge)

### Film
- 2003: Gelegenheit macht Liebe (A Guy Thing)
- 2005: Fantastic Four
- 2007: Hot Rod – Mit Vollgas durch die Hölle (Hot Rod)
- 2008: Akte X – Jenseits der Wahrheit (The X-Files: I Want to Believe)
- 2011: Ice Road Terror (Fernsehfilm)
- 2013: Verflixt! – Murphys Gesetz (Jinxed)